# Piteå Idrottsförening (calcio femminile)
Il Piteå Idrottsförening Dam, noto anche come Piteå IF Dam e Piteå IF, è una squadra di calcio femminile svedese con sede a Piteå, sezione femminile dell'omonima società polisportiva. I colori sociali sono il rosso e il bianco, riportati nelle maglie delle giocatrici in combinazioni che sono variate più volte nel tempo, dalle strisce verticali al rosso in tinta unita con inserti bianchi della stagione La società è affiliata alla Norrbottens Fotbollförbund, un'associazione calcistica che gestisce il calcio nella contea di Norrbotten.
La squadra titolare gioca le partite casalinghe nell'LF Arena, impianto sportivo cittadino che divide con la sezione maschile. Gioca ininterrottamente in Damallsvenskan, la massima serie del campionato svedese femminile di calcio, dalla stagione 2011. Ha vinto il campionato svedese nel 2018 per la prima volta nella sua storia.

## Storia
Fondata nel 1985, la squadra militò nelle serie inferiori Division 4, 3, 2 e 1 fino alla stagione 2008, anno della prima promozione in Damallsvenskan. Fu subito retrocesso in Division 1 al termine della stagione 2009 di Damallsvenskan, per poi riottenere la promozione l'anno seguente.

## Palmarès

### Competizioni nazionali
- Campionato svedese: 1

2018
- Campionato svedese di seconda divisione: 2

2008, 2010
- Coppa di Svezia: 1

2023-2024

### Altri piazzamenti
- Campionato svedese:

Terzo posto: 2015

## Organico

### Rosa 2022
Rosa, ruoli e numeri di maglia estratti dal sito ufficiale e aggiornati al 14 aprile 2022
| N. |                        | Ruolo | Calciatrice            |
| -- | ---------------------- | ----- | ---------------------- |
| 1  | Svezia (bandiera)      | P     | Nichole Persson        |
| 3  | Svezia (bandiera)      | D     | Linnea Selberg         |
| 4  | Svezia (bandiera)      | C     | Josefin Johansson      |
| 5  | Svezia (bandiera)      | D     | Alexandra Benediktsson |
| 6  | Svezia (bandiera)      | D     | Sofia Wännerdahl       |
| 7  | Stati Uniti (bandiera) | D     | Hana Kerner            |
| 8  | Stati Uniti (bandiera) | C     | Katrina Guillou        |
| 9  | Svezia (bandiera)      | A     | Cajsa Hedlund          |
| 10 | Nigeria (bandiera)     | A     | Anam Imo               |
| 11 | Svezia (bandiera)      | A     | Cecilia Edlund         |
| 12 | Svezia (bandiera)      | C     | Fanny Andersson        |

| N. |                        | Ruolo | Calciatrice         |
| -- | ---------------------- | ----- | ------------------- |
| 14 | Nigeria (bandiera)     | D     | Faith Ikidi Michael |
| 15 | Svezia (bandiera)      | C     | Ellen Löfkvist      |
| 16 | Svezia (bandiera)      | D     | Maja Green          |
| 17 | Svezia (bandiera)      | C     | Selina Henriksson   |
| 19 | Svezia (bandiera)      | A     | Emma Viklund        |
| 20 | Svezia (bandiera)      | D     | Sofia Westerlund    |
| 21 | Islanda (bandiera)     | C     | Hlín Eiríksdóttir   |
| 22 | Svezia (bandiera)      | C     | Hanna Andersson     |
| 24 | Svezia (bandiera)      | A     | Thea Bergsten       |
| 25 | Stati Uniti (bandiera) | P     | Amanda McGlynn      |

### Rosa 2021
Rosa, ruoli e numeri di maglia estratti dal sito ufficiale e aggiornati al 16 aprile 2021
| N. |                        | Ruolo | Calciatrice         |
| -- | ---------------------- | ----- | ------------------- |
| 1  | Svezia (bandiera)      | P     | Nichole Persson     |
| 3  | Svezia (bandiera)      | D     | Linnea Selberg      |
| 4  | Svezia (bandiera)      | C     | Josefin Johansson   |
| 5  | Svezia (bandiera)      | D     | Jennie Nordin       |
| 6  | Svezia (bandiera)      | D     | Sofia Wännerdahl    |
| 7  | Svezia (bandiera)      | C     | Linn Vikström       |
| 8  | Stati Uniti (bandiera) | C     | Katrina Guillou     |
| 9  | Svezia (bandiera)      | A     | Cajsa Hedlund       |
| 10 | Nigeria (bandiera)     | A     | Anam Imo            |
| 11 | Svezia (bandiera)      | A     | Cecilia Edlund      |
| 14 | Nigeria (bandiera)     | D     | Faith Ikidi Michael |

| N. |                     | Ruolo | Calciatrice       |
| -- | ------------------- | ----- | ----------------- |
| 15 | Svezia (bandiera)   | C     | Ellen Löfkvist    |
| 16 | Svezia (bandiera)   | D     | Maja Green        |
| 17 | Svezia (bandiera)   | C     | Selina Henriksson |
| 18 | Svezia (bandiera)   | A     | Andréa Strandh    |
| 19 | Svezia (bandiera)   | C     | Astrid Larsson    |
| 20 | Svezia (bandiera)   | D     | Sofia Westerlund  |
| 21 | Islanda (bandiera)  | C     | Hlín Eiríksdóttir |
| 22 | Svezia (bandiera)   | C     | Hanna Andersson   |
| 24 | Svezia (bandiera)   | C     | Ellen Karlsson    |
| 25 | Norvegia (bandiera) | P     | Guro Pettersen    |

### Rosa 2019
| N. |                      | Ruolo | Calciatrice       |
| -- | -------------------- | ----- | ----------------- |
| 1  | Svezia (bandiera)    | P     | Caroline Frykgård |
| 2  | Svezia (bandiera)    | D     | Lena Blomkvist    |
| 3  | Svezia (bandiera)    | D     | Linnea Selberg    |
| 4  | Svezia (bandiera)    | C     | Josefin Johansson |
| 5  | Svezia (bandiera)    | C     | Olga Ekblom       |
| 6  | Svezia (bandiera)    | D     | Moa Similä        |
| 7  | Svezia (bandiera)    | C     | Linn Vikström     |
| 8  | Svezia (bandiera)    | C     | Julia Karlenäs    |
| 9  | Svezia (bandiera)    | A     | Madelen Janogy    |
| 10 | Norvegia (bandiera)  | A     | Andrea Norheim    |
| 11 | Svezia (bandiera)    | A     | Cecilia Edlund    |
| 12 | Finlandia (bandiera) | C     | Vilma Koivisto    |

| N. |                     | Ruolo | Calciatrice       |
| -- | ------------------- | ----- | ----------------- |
| 14 | Nigeria (bandiera)  | D     | Faith Ikidi       |
| 15 | Svezia (bandiera)   | C     | Ellen Löfkvist    |
| 16 | Svezia (bandiera)   | C     | Johanna Antti     |
| 17 | Svezia (bandiera)   | C     | Selina Henriksson |
| 18 | Svezia (bandiera)   | A     | Nina Jakobsson    |
| 19 | Svezia (bandiera)   | C     | Elin Bragnum      |
| 20 | Svezia (bandiera)   | D     | Emelie Lövgren    |
| 21 | Svezia (bandiera)   | D     | Ronja Aronsson    |
| 22 | Brasile (bandiera)  | A     | Fernanda Da Silva |
| 23 | Norvegia (bandiera) | D     | June Pedersen     |
| 25 | Svezia (bandiera)   | P     | Cajsa Andersson   |